# Harry Maguire
Jacob Harry Maguire (* 5. März 1993 in Sheffield) ist ein englischer Fußballspieler. Der Innenverteidiger spielt seit 2019 für Manchester United und ist englischer Nationalspieler.

## Karriere

### Vereine
Maguire wechselte im Jahr 2009 vom FC Barnsley in die Jugendabteilung von Sheffield United. Dort kam er ab April 2011 zu ersten Einsätzen für die erste Mannschaft in der zweitklassigen Football League Championship und spielte bis Saisonende fünfmal. Nachdem der Verein in die Football League One abgestiegen war, setzte sich Maguire dort als Stammspieler durch und kam in den folgenden drei Spielzeiten jeweils auf über 40 Ligaeinsätze. Anschließend verließ er den Verein und wechselte zu Hull City in die Premier League. Nachdem er dort in der Hinrunde der Saison 2014/15 nur zu drei Einsätzen gekommen war, spielte er die Rückrunde bei Wigan Athletic in der Football League Championship und kam bis Saisonende zu 16 Ligaeinsätzen mit einem Torerfolg. Danach kehrte er nach Hull zurück und spielte aufgrund des vorangegangenen Abstiegs seines Vereins erneut eine Spielzeit in der Championship. Mit Hull City gelang ihm am Saisonende über die Playoffs der Aufstieg in die Premier League, in der er in der Folgesaison 29 Ligaspiele absolvierte.
Zur Spielzeit 2017/18 wurde Maguire vom Ligakonkurrenten Leicester City verpflichtet, der ihn mit einem Vertrag mit einer Laufzeit bis zum 30. Juni 2022 ausstattete. Dort kam Maguire in der Saison in jedem Ligaspiel zum Einsatz und erzielte zwei Tore.
Zur Saison 2019/20 wechselte der Verteidiger zu Manchester United, wo er einen Vertrag bis 2025 unterschrieb. Dort wurde ihm Mitte Januar 2020 nach dem Wechsel des bisherigen Spielführers Ashley Young von Cheftrainer Ole Gunnar Solskjær das Amt des Mannschaftskapitäns übertragen.

### Nationalmannschaft

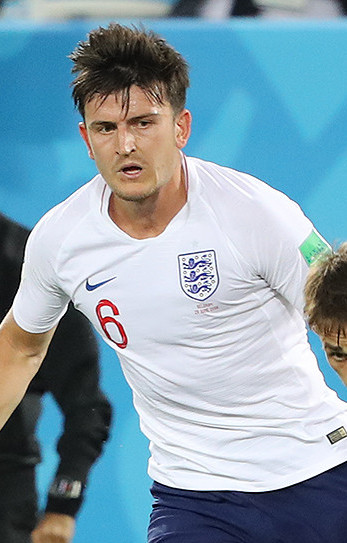
Maguire bei der WM 2018

Maguire absolvierte am 13. November 2012 beim 2:0-Sieg gegen Nordirland ein Spiel für die englische U21-Auswahl. Am 8. Oktober 2017 debütierte er beim 1:0-Sieg im WM-Qualifikationsspiel in Litauen in der A-Nationalmannschaft. Im Mai 2018 wurde Maguire von Nationaltrainer Gareth Southgate in den englischen Kader für die Weltmeisterschaft 2018 in Russland berufen. Beim 2:0-Sieg im Viertelfinale gegen Schweden erzielte Maguire per Kopf sein erstes Länderspieltor. Er wurde in jedem Spiel seiner Mannschaft eingesetzt und belegte mit ihr den vierten Platz.
Im Jahr 2021 wurde Maguire in den englischen Kader für die Fußball-EM berufen, der das Finale gegen Italien im Elfmeterschießen im heimischen Wembley-Stadion verlor. Anschließend wurde der Innenverteidiger in das Team des Turniers gewählt.
Im Jahr 2022 wurde er in den englischen Kader für die Fußball-WM in Katar berufen.

## Erfolge
England
- Englischer Pokalsieger: 2024
- Englischer Ligapokalsieger: 2023
- Aufstieg in die Premier League: 2016

Auszeichnungen
- Wahl in das Team des Turniers der Europameisterschaft 2021
- Spieler des Monats der Premier League: November 2023[15]

## Internetphänomen
Auf Videoplattformen und in sozialen Medien haben Videos und Memes von Maguire mit seinen misslungensten Ballaktionen und folgenschwersten Abwehrfehlern bei Manchester United in den Jahren 2021 und 2022 eine große Reichweite erlangt.

## Sonstiges
Maguire wurde Ende August 2020 von einem Gericht in Griechenland wegen Körperverletzung und Gewalt gegen Beamte zu 21 Monaten und 10 Tagen Gefängnis auf Bewährung verurteilt. Bei einem Streit auf der Urlaubsinsel Mykonos war die Polizei eingeschritten, um eine Schlägerei zwischen zwei Touristengruppen zu beenden. Maguire durfte Griechenland verlassen und wurde anschließend vom englischen Nationaltrainer Gareth Southgate für die Nations League nominiert.